# بنجامین گوگنهایم
 بنجامین گوگنهایم (انگلیسی: Benjamin Guggenheim؛ ۲۶ اکتبر ۱۸۶۵ – ۱۵ آوریل ۱۹۱۲) یک بازرگان اهل ایالات متحده آمریکا بود.